# Bergwaldohrwurm
Der Bergwaldohrwurm (Chelidurella thaleri), auch Thaler's Ohrwurm genannt, ist eine Art der zu den Insekten gehörenden Ohrwürmer. Die kaum erforschte Art lebt in Gebirgen Europas.

## Merkmale
Der Bergwaldohrwurm ist flugunfähig. Die Körperlänge beträgt 9–12 mm. Die Grundfarbe ist hell rötlichbraun bis hell orangebräunlich (besonders bei Männchen) oder bräunlich (besonders bei Weibchen). Die Augen sind immer tiefschwarz. Die Antennen bestehen aus 13 Gliedern. Das Pronotum ist etwas breiter als lang, etwa im Verhältnis 10:8. Die Drüsenschwielen am Abdomen sind deutlich. Das 10. Tergit ist beim Männchen über den Cercusbasen nur schwach erhöht. Die Tergite sind ganz fein genarbt und ganz kurz anliegend, aber nicht dicht behaart. Das Epiproct des Männchens ist schräg nach oben gerichtet, zum Apex hin verschmälert und leicht quer ausgerandet, beiderseits der Ausrandung mit vorspringenden Knötchen sowie von unten-hinten eingekerbt erscheinend. Beim Weibchen ist es waagrecht, seitlich ausgeschweift und am Apex mit vorspringenden Ecken. Die Cerci sind beim Männchen gleichmäßig gebogen, hell, innen-basal fein gezähnelt und beim Weibchen ähnlich wie bei verwandten Arten, weitgehend mit den Merkmalen von Chelidurella mutica übereinstimmend, aber mit glatter, höchstens im Basalteil leicht knorpelig gezähnelter Innenkante. Die männlichen Genitalien weichen leicht von denen bei C. mutica ab, sind jedoch sehr ähnlich. Die Cerci der Männchen messen 2,8–3 mm, die der Weibchen 2–2,3 mm.

### Ähnliche Arten
Die Geschwisterart ist Chelidurella mutica, bei der das Epiproct völlig abweichend geformt ist. C. mutica ist meist etwas größer als C. thaleri. Im Verbreitungsgebiet leben auch die nah verwandten Arten Chelidurella vignai und der Waldohrwurm (Chelidurella acanthopygia). In Montenegro ist Ch. thaleri die einzige Art der Gattung.

## Verbreitung
Bekannt ist die Art aus den Alpen (Trentino-Südtirol, Nordtirol, bayerische Alpen, Land Salzburg, Kärnten, Slowenien), aus dem Westen der Lika in Kroatien, Montenegro bis Albanien und der Poľana sowie den nördlichen Teilen der Hohen Tatra in der Slowakei. Eventuell kommt die Art auch in der Schweiz vor.
Der Bergwaldohrwurm wurde erstmals 2000 auch in Deutschland nachgewiesen. Hier ist die Art aus alpinen Hochlagen zwischen Garmisch-Partenkirchen und dem Nationalpark Berchtesgaden bekannt, nicht aber aus dem übrigen bayerischen Alpenbereich.
In Deutschland gilt die Art als extrem selten (R).

## Lebensraum
Im Gschnitztal in den Stubaier Alpen lebt die Art auf 1600 m Höhe an Fichte und wurde hier unter Rinde gefunden. Am Großglockner lebt die Art in 1900 m Höhe und wurde hier u. a. an Lärchenwaldrändern gefunden. In Unterau (Berchtesgaden) lebt die Art in 800 m Höhe. In Osttirol wurde die Art unter Weidenrinde, unter Kirschenrinde, in einem Flachmoor in 1450 m Höhe, in Blütenköpfen von Kratzdisteln, hinter der Rinde eines Weidenstrunks, hinter der Rinde von Stieleiche, unter der Rinde von Platane, hinter der Rinde von Grauerle, in einem Weidegebiet eines Flachmoores auf 1450 m Höhe unter Steinen, an einem Teich, in Heckenfluren, an Schmetterlings-Tramete an Esche, an einem xerothermen Grashang an Esche am Wiesenrand, unter Steinen sowie oberseits an Steinmauern gefunden. Außerdem gibt es weitere Funde aus Osttirol aus 1050 m, 1100 m, 1580 m, 1650 m, 1850 m, 2000 m und 2200 m Höhe. In Südtirol wurde die Art in der Nadelstreu alter Zirbelkiefern gefunden.

## Taxonomie
Synonyme der Art lauten Chelidura tatrica Chládek, 2017 und Chelidura thaleri (Harz, 1980).
Die Art wurde erst 1980 von Kurt Harz aus verstreutem Bodenfallenmaterial aus Nordtirol beschrieben, genauer aus der Umgebung von Innsbruck. Das erste Exemplar, das Harz auffiel, wurde am 3. Juni 1945 von Otto Wettstein-Westersheimb westlich von Trims aus dem Gschnitztal in den Stubaier Alpen gesammelt und lebte hier auf 1600 m Höhe unter der Rinde von Fichte, wie Konrad Thaler 1967 feststellen konnte. Das Exemplar wurde im Naturhistorischen Museum Wien aufbewahrt. Harz nannte dieses morphologisch von Chelidurella mutica abweichende Exemplar zunächst mutica acuta, vermutete aber bereits eine neue Art. 1976 bis 1977 sammelte Konrad Thaler aus Barberfallen in der Umgebung Innsbrucks weitere Exemplare. Auch in Material vom Großglockner aus Thalers Sammlung fand Harz ein weiteres Männchen und Weibchen. In Tirol kommt demnach Chelidurella thaleri vor, während die Geschwisterart Chelidurella mutica hier nicht lebt. Der Holotyp ist ein Männchen.